# Liatongus militaris
Liatongus militaris là một loài bọ cánh cứng trong họ Bọ hung (Scarabaeidae).